# Cal Montserrat (els Omellons)
Cal Montserrat és una masia del municipi dels Omellons (Garrigues) inclosa en l'Inventari del Patrimoni Arquitectònic de Catalunya.

## Descripció
És una casa de pagès força austera de planta baixa i dos pisos. A la planta baixa hi ha una porta, feta de grans dovelles de pedra vista on hi destaca un relleu al·lusiu a la família Llorach: es representen dues cartel·les vegetals que es tanquen i al seu interior hi ha un ramet de llorer, emblema familiar, als costats es pot llegir la data de construcció (1801). En aquesta planta, a la dreta de la porta, hi ha una petita finestra. Al primer pis hi ha tres balcons que coincideixen amb les tres finestres del segon pis. La casa està rematada per la coberta de teula àrab.
Tota la casa està feta a base de grans carreus irregulars de pedra sense escairar, a excepció de la porta principal, i el conjunt està arrebossat. Destaquen també les fines motllures llises d'algunes de les finestres.